# Jerica Zemljan
Jerica Zemljan, slovenska učiteljica, * 12. marec 1877, Šentjakob ob Savi, † 14. avgust 1942, Ljubljana.

## Življenje in delo
Ljudsko šolo je obiskovala v Mengšu in Ljubljani, tu tudi učiteljišče (1893–1897) in opravila izpit za pouk na ljudskih šolah (1899). Do 1912 je poučevala na ljudskih šolah v Semiču, Tomišlju, na Igu in Viču v Ljubljani. Marija Wessner jo je pregovorila za pouk gospodinjstva in kuharstva, ker je želela zanesljivo moč za gospodinjsko šolo v ljubljanski Mladiki. Zato je Zemljanova obiskovala seminar za učiteljice gospodinjstva in kuharsko šolo na Dunaju in 1909 opravila usposobljenostni izpit. Med 1912–1914 je vodila gospodinjsko šolo v Mladiki in poučevala večino predmetov, gospodinjstvo tudi na liceju, ter imela več gospodinjskih in kuharskih tečajev. Med 1. svetovno vojno je vodila kuhinje v vojaških bolnišnicah in menzah. Po vojni je spet prevzela gospodinjsko šolo v Mladiki, 1923 postala strokovna nadzornica kuharskih in gospodinjskih šol v Sloveniji in se 1936 upokojila.
Udeležila se je več mednarodnih kongresov za gospodinjstvo in gospodinjski pouk in o tem napisala obširna poročila. Napisala je tudi knjižico Od ponedeljka do nedelje kuhaj samo na olju (Zagreb, 1939) in številne strokovne članke zlasti za ženska glasila. Pripravljala je obširno kuharsko knjigo, a sta jo bolezen in začetek vojne prehitela. O gospodinjskih vprašanjih je imela oddaje tudi na ljubljanskem radiu.
Zemljanova se ni ukvarjala zgolj s praktičnim kuhanjem, v pouk je vključevala še higieno in dietično prehrano za različne bolnike ter nekoliko posegala tudi v zgodovino kuharske stroke. Vzgojila je vrsto dobrih gospodinj in učiteljic gospodinjstva.
Bila je članica Splošnega slovenskega ženskega društva. Leta 1928 je prejela odlikovanje red sv. Save.

## Vir
1. ↑   Splošno žensko društvo 1901-1945, od dobrih deklet do feministk (COBISS), str. 226–231